# Thomas Philippe
Pour les articles homonymes, voir Philippe.
Thomas Philippe, né Jean Marie Joseph Philippe le 18 mars 1905 à Cysoing (Nord) et mort le 4 février 1993 à Saint-Jodard (Loire), est un prêtre dominicain français. Il est le frère de Marie-Dominique Philippe et le neveu de Thomas Dehau, également dominicains. Il est avec Jean Vanier le cofondateur de l'association L'Arche qui accueille des personnes avec un handicap mental.
L'Arche, en 2015 et 2020, ainsi qu'une commission indépendante d'historiens en 2023, ont révélé qu'il avait commis au sein de l'association et auparavant à Eau vive, des abus sexuels sur des femmes non handicapées. Dès 1956, Thomas Philippe avait été sanctionné pour cela par le Saint-Office.

## Biographie

### Enseignement
Thomas Philippe enseigne la théologie au Saulchoir entre 1931 et 1936 et à l'Angelicum entre 1936 et 1939. Après la mise à l'Index par le Saint-Office de la brochure programme du père Marie-Dominique Chenu, il le remplace à partir du 6 juin 1942 comme régent par intérim du Saulchoir. Délié de sa charge en octobre 1948, il se consacre entièrement à l'œuvre de l'Eau vive, un centre de formation et de spiritualité à vocation internationale qu'il a fondée deux ans plus tôt. C'est en rejoignant l'Eau vive que Jean Vanier fait sa connaissance en 1950 et qu'il devient rapidement son fils spirituel.

### Abus sexuels sur des religieuses
Dès les origines de L'Eau vive, la plupart des femmes qui la composent entretiennent des relations mystico-sexuelles consenties ou sous emprise avec Thomas Philippe, formant un noyau sectaire d'initiées. L'une d'elles, Anne de Rosanbo, enceinte de Thomas Philippe, avorte le 8 septembre 1947. Jean Vanier lui-même est initié le 15 juin 1952 par une autre femme de l'Eau vive, Jacqueline d'Halluin, après que Thomas Philippe a été évincé de son œuvre le 3 avril 1952 à la suite des témoignages en mai 1951 de deux de ses victimes, Madeleine Guéroult et Madeleine Brunet. Entre décembre 1953 et septembre 1954, Thomas Philippe réside au couvent Saint-Dominique de Corbara en Corse,« qui sert à la province de France de lieu de relégation pour ses cas difficiles ».
En 1956, au terme d'une enquête canonique portant sur des abus sexuels commis sur plusieurs femmes à l'Eau vive et dans des monastères voisins, il est interdit de l'exercice de tout ministère sacerdotal et d'accompagnement spirituel : « Ont été également reconnus comme ayant une responsabilité dans les agissements de Thomas Philippe : sa sœur, Mère Cécile Philippe, Prieure du monastère dominicain de Bouvines, et son oncle le prêtre Thomas Dehau. Mère Cécile a été déposée de sa charge de Prieure. Thomas Dehau, eu égard à son âge et à sa maladie, n'a reçu qu'une monition canonique. » « La mère Cécile Philippe a poussé plusieurs de ses moniales d'Étiolles et de Bouvines dans les bras de son frère Thomas Philippe tout en ayant elle-même des rapports homosexuels avec plusieurs d'entre elles et des rapports incestueux avec son frère. »
Pour se justifier, Thomas Philippe invoque des « grâces très obscures » de nature sexuelle reçues devant la fresque Mater Admirabilis du couvent de la Trinité-des-Monts en 1938 qu'il aurait cherché à partager avec des femmes en invoquant avoir reçu en révélation l'existence de relations incestueuses entre Jésus et Marie au cours de leur vie terrestre et se poursuivant dans leur vie céleste.

### Fondation de l'Arche
Malgré l'interdiction faite aux membres de l'Eau vive de se reformer, Jean Vanier et Thomas Philippe s'installent en 1964 à Trosly-Breuil et fondent L'Arche avec quelques femmes du noyau sectaire de l'Eau vive.

### Influence sur des fondateurs déviants
Thomas Philippe a exercé une importante influence sur Gérard Croissant (« Éphraïm ») et Thierry de Roucy, respectivement fondateurs de la communauté des Béatitudes et de Points-Cœur. L'un et l'autre ont été renvoyés de l'état clérical en raison d'abus sexuels,.

### Fin de vie
Il meurt le 4 février 1993 au prieuré de Saint-Jodard, chez les frères de Saint-Jean qui le soignaient dans sa vieillesse. C'est son frère, Marie-Dominique Philippe, qui célèbre ses funérailles à Trosly-Breuil. Il est inhumé près de la chapelle à la Ferme de Trosly-Breuil.
Son corps est exhumé en 2021 et enterré dans le cimetière communal de Trosly-Breuil. À cette occasion, une messe est célébrée par Michel-Marie Zanotti-Sorkine qui défend sa mémoire.

### Enquêtespost mortem
En 2015, une seconde instruction canonique validée par Pierre d'Ornellas, archevêque de Rennes, affirme que Thomas Philippe s'est rendu coupable d'abus à caractère sexuel dans le cadre de l'accompagnement spirituel sur des femmes majeures. Selon ce document, quatorze personnes (des témoins et une dizaine de victimes) ont été entendues et les conclusions ont confirmé les faits qui se sont déroulés des années 1970 jusqu'en 1991. « Le P. Thomas a eu des agissements sexuels sur des femmes majeures, par lesquels il disait rechercher et communiquer une expérience mystique », peut-on lire dans le document. « Ils attestent une emprise psychologique et spirituelle sur ces femmes auxquelles il demandait le silence car, selon lui, cela correspondait à des “grâces particulières“ que personne ne pouvait comprendre. » L'enquête canonique a permis de confirmer que ces témoignages étaient dignes de foi. La communauté de l'Arche reconnaît la véracité des faits dans un communiqué.
Début 2016, l'Avref publie sous pseudonyme le témoignage d'une ancienne religieuse carmélite, Michèle-France Pesneau, dans lequel elle fait état de relations sexuelles sous emprise avec Thomas Philippe et son frère Marie-Dominique Philippe. La publication de ce premier témoignage incite deux autres femmes à témoigner à leur tour quelques semaines plus tard auprès de l'Avref : elles confirment de manière très explicite que Thomas Philippe entretenait des relations sexuelles sous emprise avec elles,. En 2019, Michèle-France Pesneau livre son témoignage dans un documentaire diffusé sur Arte et sur la Radio télévision suisse (RTS). Elle écrit un récit détaillé sur le site de l'association Sentinelle en mars 2020 et publie un livre-témoignage en janvier 2021. Le rapport Emprise et abus, enquête sur Thomas Philippe Jean Vanier et L'Arche (1950-2019) paru le 30 janvier 2023 lui est dédié, ainsi qu'aux autres femmes qui ont lancé l'alerte en leur temps.
Après le rapport rendu public par l'Arche le 22 février 2020, quatre commissions historiques mandatées par les Dominicains, L'Arche et des Frères de Saint-Jean enquêtent sur les abus des frères Philippe, dont une commission théologique chargée d'étudier les écrits de Thomas Philippe. Deux commissions rendent leurs rapports le 30 janvier 2023 mettant en lumière l'existence de pratiques sectaires. Le rapport de la communauté Saint-Jean est publié le 26 juin 2023,.

## Ouvrages
- La Prière, 1974
- Le Cœur de Dieu, le Cœur de l'homme, Trosly-Breuil, Les Chemins de l'Arche-la Ferme, 1987, 204 p.
- Déjà les blés sont blancs pour la moisson : le Lion de Juda au cœur d'une communauté nouvelle, Paris, Le Sarment / Fayard / Éditions du Lion de Juda, 1987, 207 p.
- Fidélité au Saint-Esprit, Nouan-le-Fuzelier, Éditions du Lion de Juda, 1988, 281 p.
- Des miettes pour tous : conseils pour la vie intérieure et la prière du cœur, Paris, Éditions Saint-Paul, 1994, 219 p.
- Le Quart d'heure de prière, Paris, Éditions Saint-Paul, 1994, 31 p.
- Une nouvelle maturité chez nos aînés, Paris, Éditions Saint-Paul, 1994, 31 p.
- Les Chemins de lumière chez l'enfant, Paris, Éditions Saint-Paul, 1994, 31 p.
- L'Éveil à l'amour du tout-petit, Paris, Éditions Saint-Paul, 1994, 31 p.